# Les Encantades
Les Encantades (grec: Μαγεμένες της Θεσσαλονίκης: o Λας Ινκαντάδας, que significa 'les encantades’) és un grup d'escultures romanes d'un pòrtic que data del segle ii, i que adornava el Fòrum romà de Tessalònica, al nord de Grècia. Segons les descripcions dels viatgers, constava de cinc columnes corínties, quatre amb escultures bilaterals en cada pilar superior. Les escultures se les va emportar, el 1864, el paleòleg francès Emmanuel Miller, i les col·locà en el museu del Louvre (França), mentre que la resta de l'edifici s'esfondrà i quedà destruït. A la fi del segle xx aparegué a la ciutat un fragment d'un cinquè pilar perdut.
Grècia reclama la devolució de les escultures, tot i que l'estat francès s'hi nega. El 2015, es van fabricar còpies fidels dels quatre pilars, que s'exposen de llavors ençà en el museu arqueològic de la ciutat. Quan s'exposaren per primera vegada, havien passat més de cent cinquanta anys que la ciutat no veia les escultures.

## Nom
No se sap el nom que va rebre la columnata en l'antiguitat. Durant el període otomà, el monument era conegut per diversos noms. En grec es deia Magemenes ('encantades'), mentre que en sefardita era Las Incantadas, que significa el mateix. Els habitants turcs de la ciutat l'anomenaven Sureth Maleh («Formes d'àngel»), mentre que altres noms en foren Pòrtic dels ídols, o Goetria (és esmentada com Goetria per Stuart i Revett el 1754). En temps moderns la columnata es coneix com les Cariàtides de Salònica, i també Marbres d'Elgin de Salònica, perquè la seua retirada i exili al 1864 s'assembla a les de les escultures del Partenó que van ser retirades i exiliades per l'escocès Thomas Bruce Elgin a principis del mateix segle.

## Ubicació
Sembla que el pòrtic era al barri de Rogos (al voltant de l'actual carrer Chalkeon, al costat de l'església del mateix nom), darrere dels Banys del Paradís (Hamam Bey), a prop del Fòrum romà. El fet que tingués estàtues a banda i banda significa que l'ús de l'edifici estava destinat a totes dues parts. Podia ser l'entrada al mercat romà, o una frontera divisòria entre la palestra i la plataforma, o fins i tot els propileus de l'hipòdrom.
En un plànol topogràfic d'Ernest Hébrard, que participà en la reconstrucció de Tessalònica després del gran incendi del 1917, s'assenyalava la ubicació en la zona més àmplia darrere dels banys de Haman Bey.

## Història

### Primeres descripcions

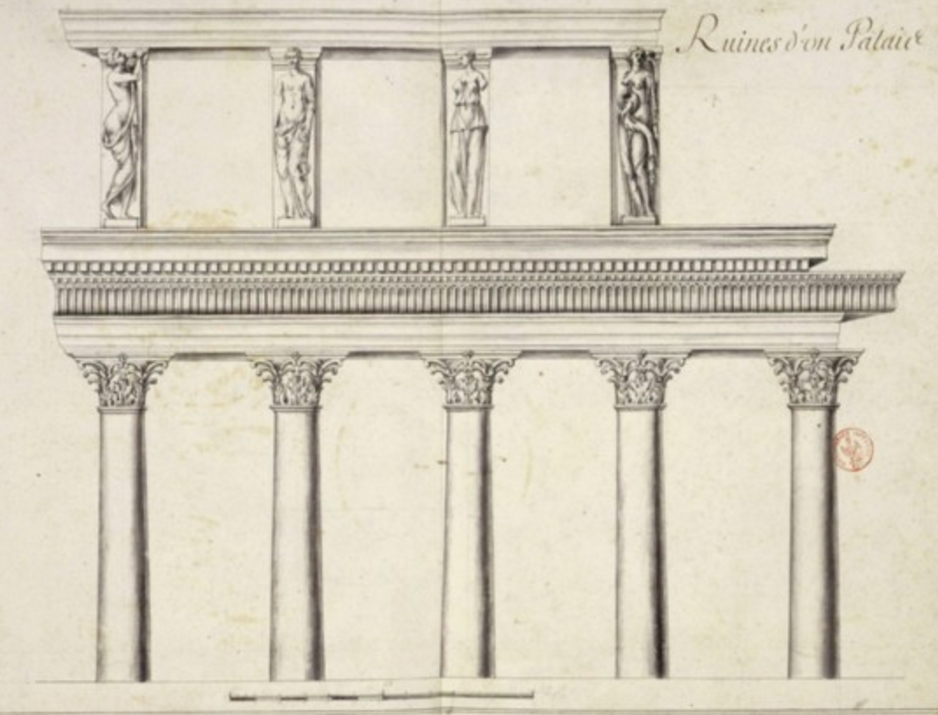
Primera representació d'Étienne Gravier d'Ortières, 1685

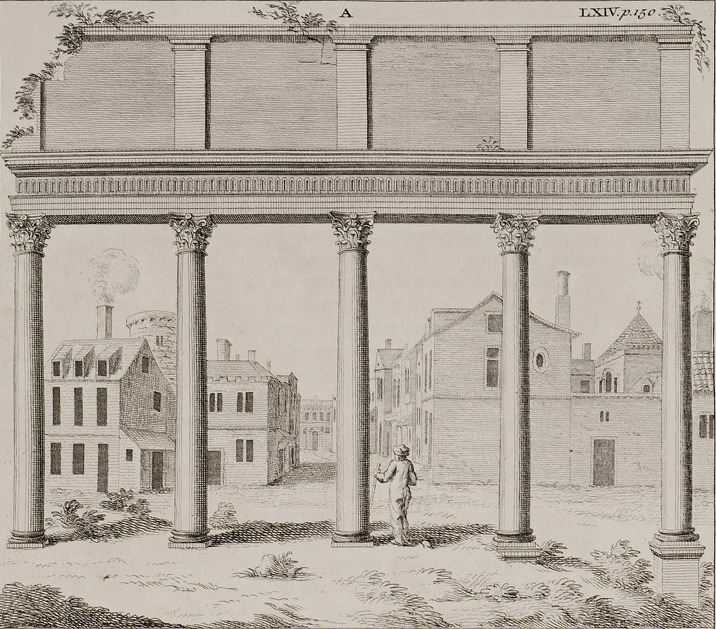
Gravat de Pococke, 1745

La referència més antiga a Les Encantades prové del viatger italià Quirze d'Ancona el 1431, poc després del setge de Tessalònica pels otomans. Ho va descriure breument com un temple demolit d'Àrtemis en què es representaven figures de déus.
La primera representació del pòrtic la va realitzar entre 1685 i 1687 el francès Étienne Gravier d'Ortières, i s'hi mostra la disposició bàsica del monument sense un gran nivell de detall: es descriu com les ruïnes d'un palau. L'antropòleg britànic Richard Pococke al 1740, tot i que va descriure les escultures de les columnes, el dissenyador que en feu els dibuixos basant-se en les seues descripcions representà el monument sense les escultures, a més de situar-lo en un espai fictici.
El monument també apareix suposadament representat en un mapa antic de Tessalònica no identificat, segurament venecià, en què tots els monuments de la ciutat estan marcats amb descripcions italianes: amb el títol colonne (columnes) apareix amb 8 columnes en dues seccions de 3 i 5 respectivament, que s'uneixen formant un angle, el monument tal com era originàriament.

### Stuart i Revett
La descripció més detallada de l'edifici, amb de gravats, la van fer el 1754 els classicistes britànics James Stuart i Nicholas Revett, enviats per la Society of Dilettanti. El monument s'hi descriu com una columnata coríntia amb estàtues a la part superior. En una d'aquestes imatges, en què es representa l'edifici sencer, pot veure's la inscripció de l'epístola Ν[-]ΓΕΓΕΝΗΜΕΝΟΝ[-]ΥΠΟ («es va fer baix»), que possiblement esmenta el nom del patrocinador de l'obra o del senyor local de la ciutat. La part amb la inscripció, però, ja no es conservava durant el període de la representació, però significa que el pòrtic de Les Encantades era considerablement més gran per totes dues bandes. Una part important de l'edifici era sota terra, i l'alçada real n'era considerablement major. Realitzant una excavació parcial, van determinar que l'alçada total de l'edifici era de 12,70 m.
En comparar els gravats amb l'única fotografia conservada de les escultures mentre encara eren a la ciutat, queda clar que Stuart i Revett representaren incorrectament la disposició dels pilars. Hi presenten l'ordre dels relleus del costat oriental (costat 1) d'esquerra a dreta com a Niké-Aura-Dioscurs-Ganimedes. En la foto, però, l'ordre era a l'inrevés, amb Ganimedes a l'extrem esquerre i Niké en l'extrem dret (Ganimedes-Leda és el primer pilar, no pas el quart). Això significa que l'ordre d'esquerra a dreta dels relleus del costat occidental era Mènades-Dionís-Ariadna-Leda.

En els seus escrits també transmeteren la tradició popular dels grecs, segons la qual el monument formava part d'un pòrtic que comunicava amb el Palau d'Alexandre el Gran. Quan el rei de Tràcia va visitar la ciutat, la seua esposa es va enamorar d'Alexandre, i es van conèixer en secret en aquest pòrtic. Quan el rei ho va saber, va manar fetillar l'edifici perquè qualsevol que hi passàs, quedàs petrificat. Així que l'esposa del rei amb el seu ajudant quedaren petrificats com estàtues, i el mateix va fer el rei amb el seu mag que havia anat a veure si havien atrapat les bruixes, mentre que Alexandre no va aparèixer aquesta nit, ja que segons la història havia estat advertit pel seu tutor Aristòtil.

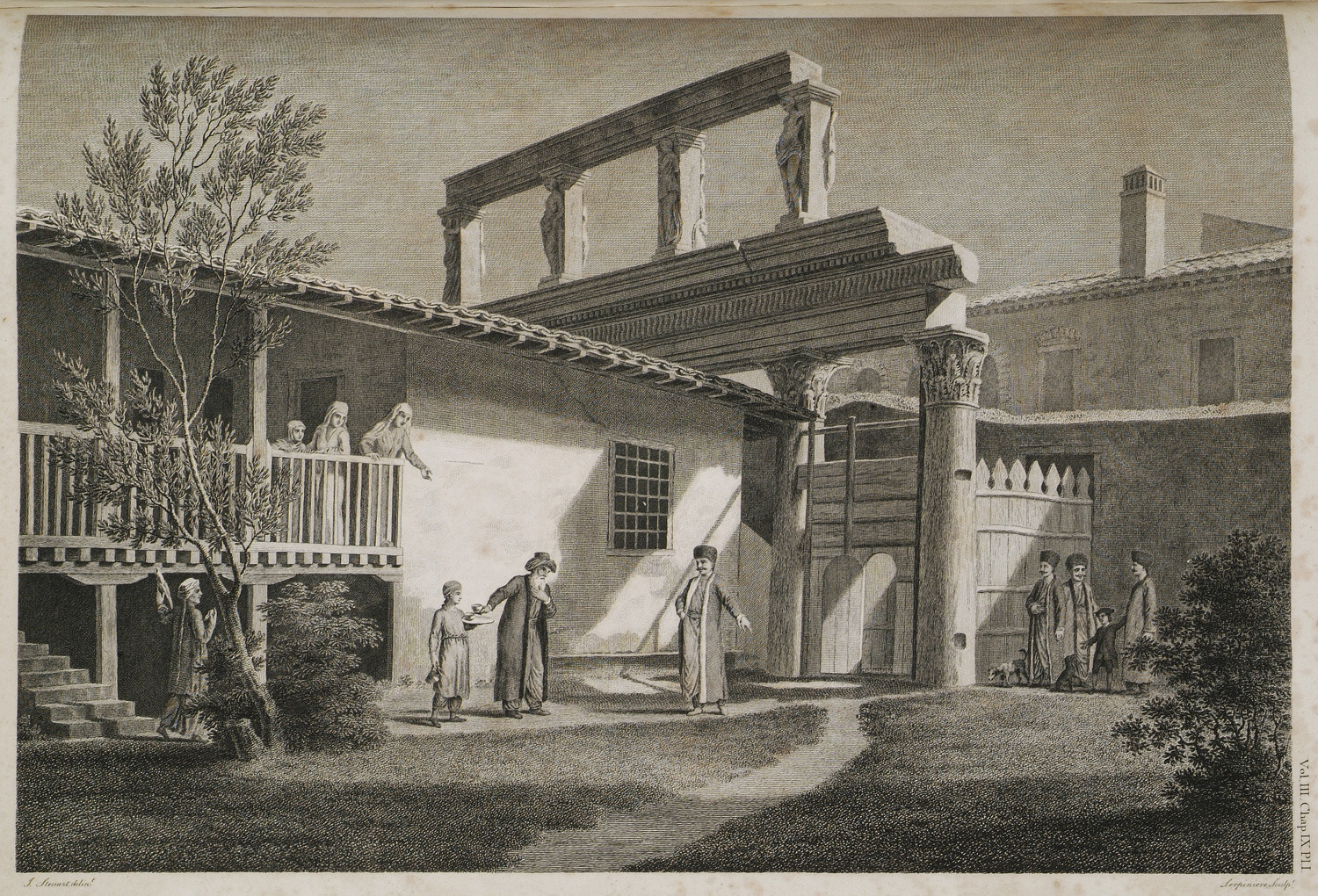
Representació de l'edifici
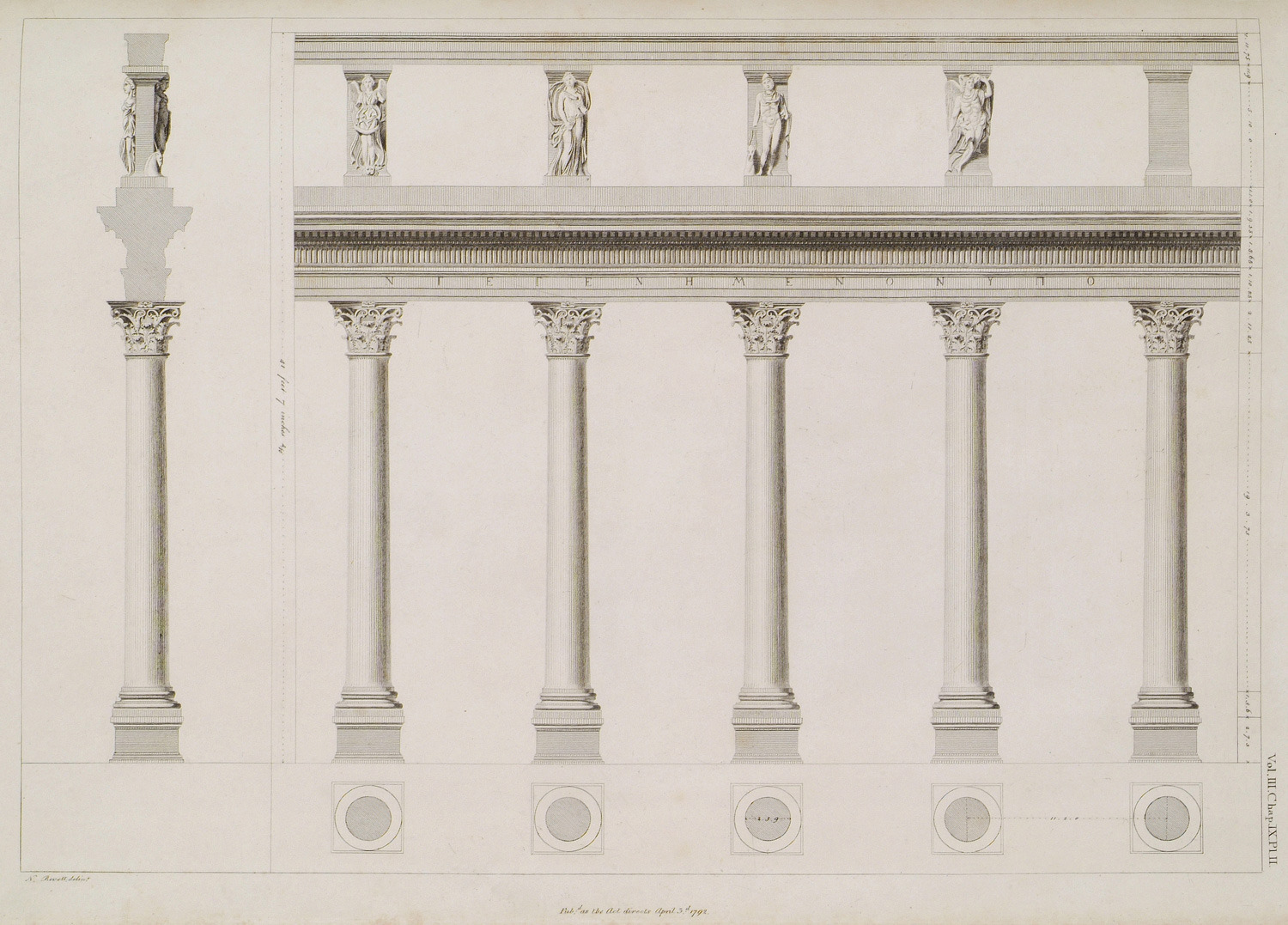
Reconstrucció
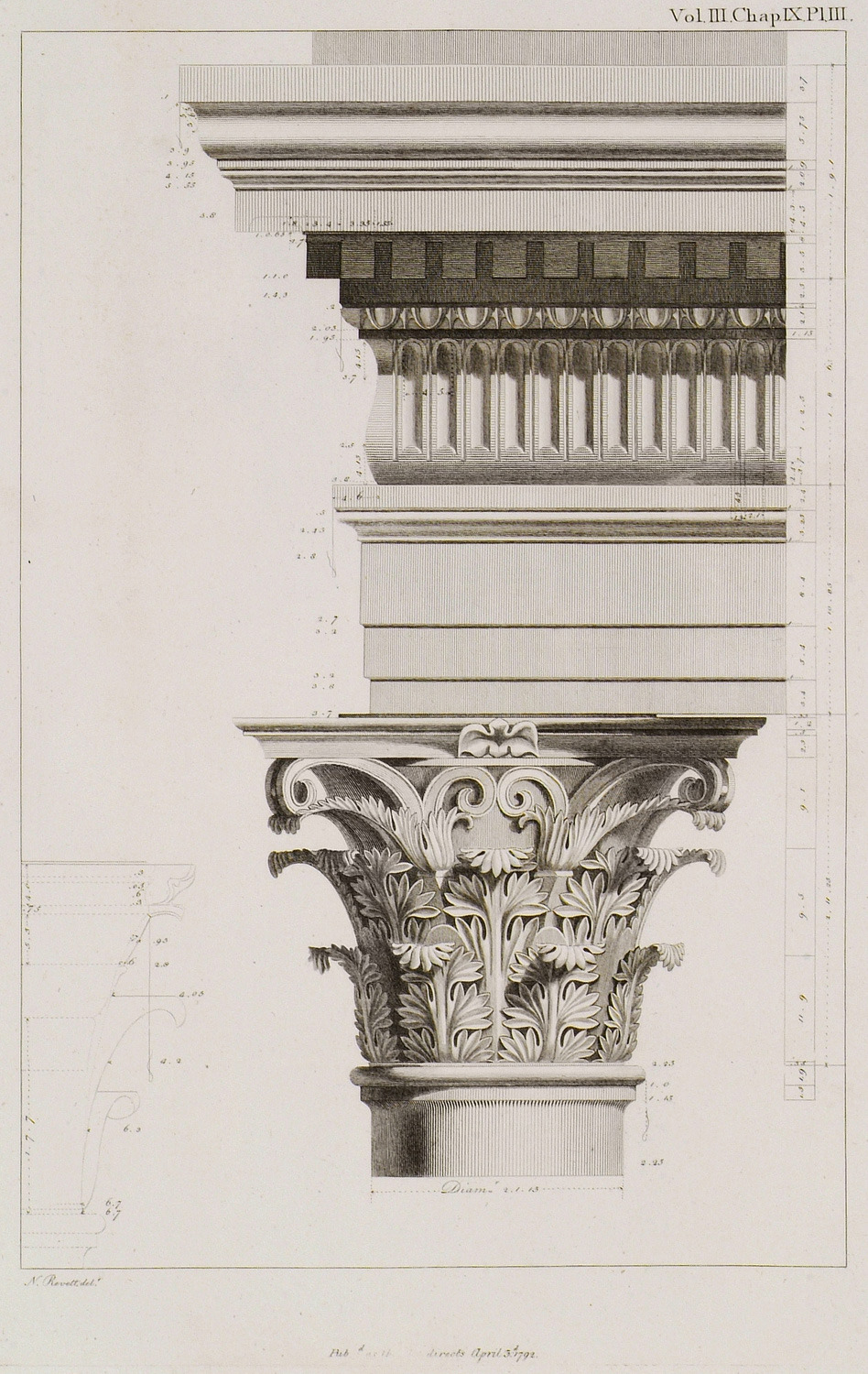
Detall de les columnes
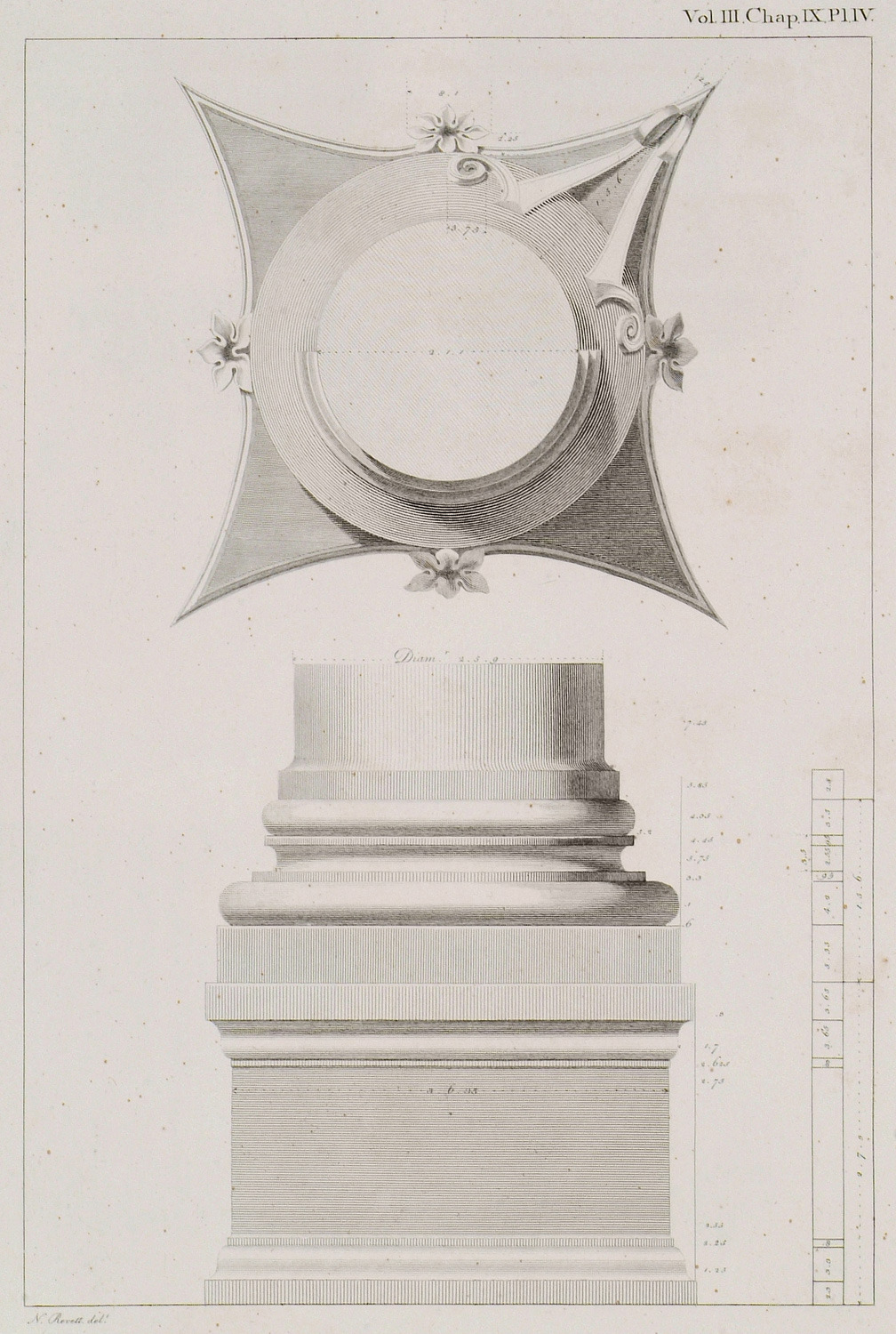
Detall de la base

### Finals del segle XVIII al segle XX
Louis-François-Sébastien Fauvel també en va realitzar gravats el 1782, que publicà al 1831 l'arqueòleg francès Esprit-Marie Cousinéry, amb un dibuix prou semblant al de la casa de Stuart i Revett des del mateix angle. El 1800, el cònsol francès Félix de Beaujour feu excavacions a l'edifici i va determinar que l'alçada total n'era de 12,5 m, amb una longitud de columnes de 1,98 m (incloses les bases) per sobre del sòl i 5,49 m per sota. Beaujour sol·licità d'emportar-se'n el quart pilar, que era el millor conservat, però l'oferta no fou acceptada pel baixà de torn.

Alguns edificis semblants existiren en ciutats que formaren part de l'Imperi romà. A la primeria del segle xx, l'arqueòleg francès Paul Perdrizet, que examinà les escultures després de l'exili al Museu del Louvre, les comparà amb els Piliers de Tutelle de Bordeus (estat francès), que presenten semblances, però que van ser demolits el 1677.

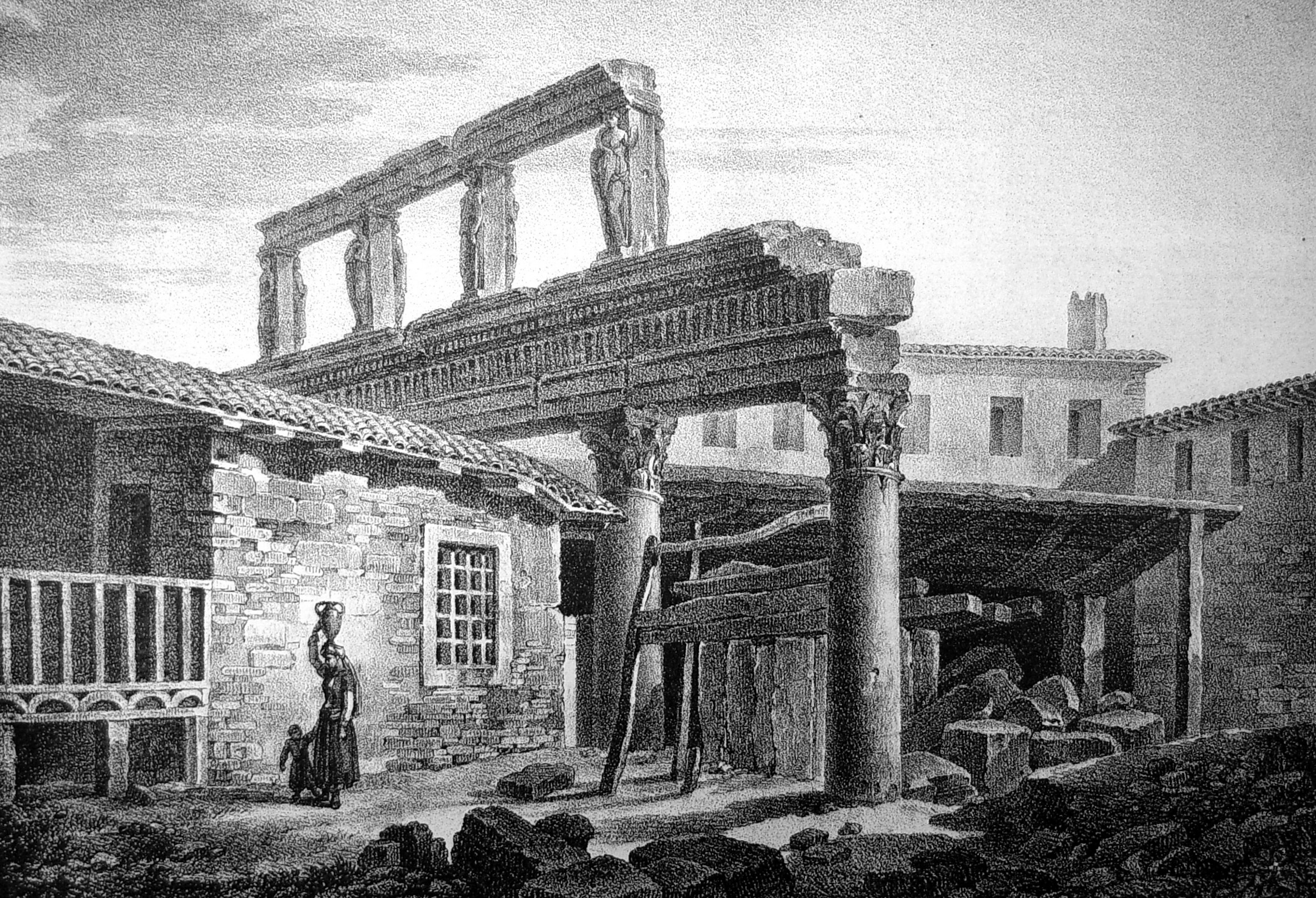
Fauvel 1782, publicat el 1831
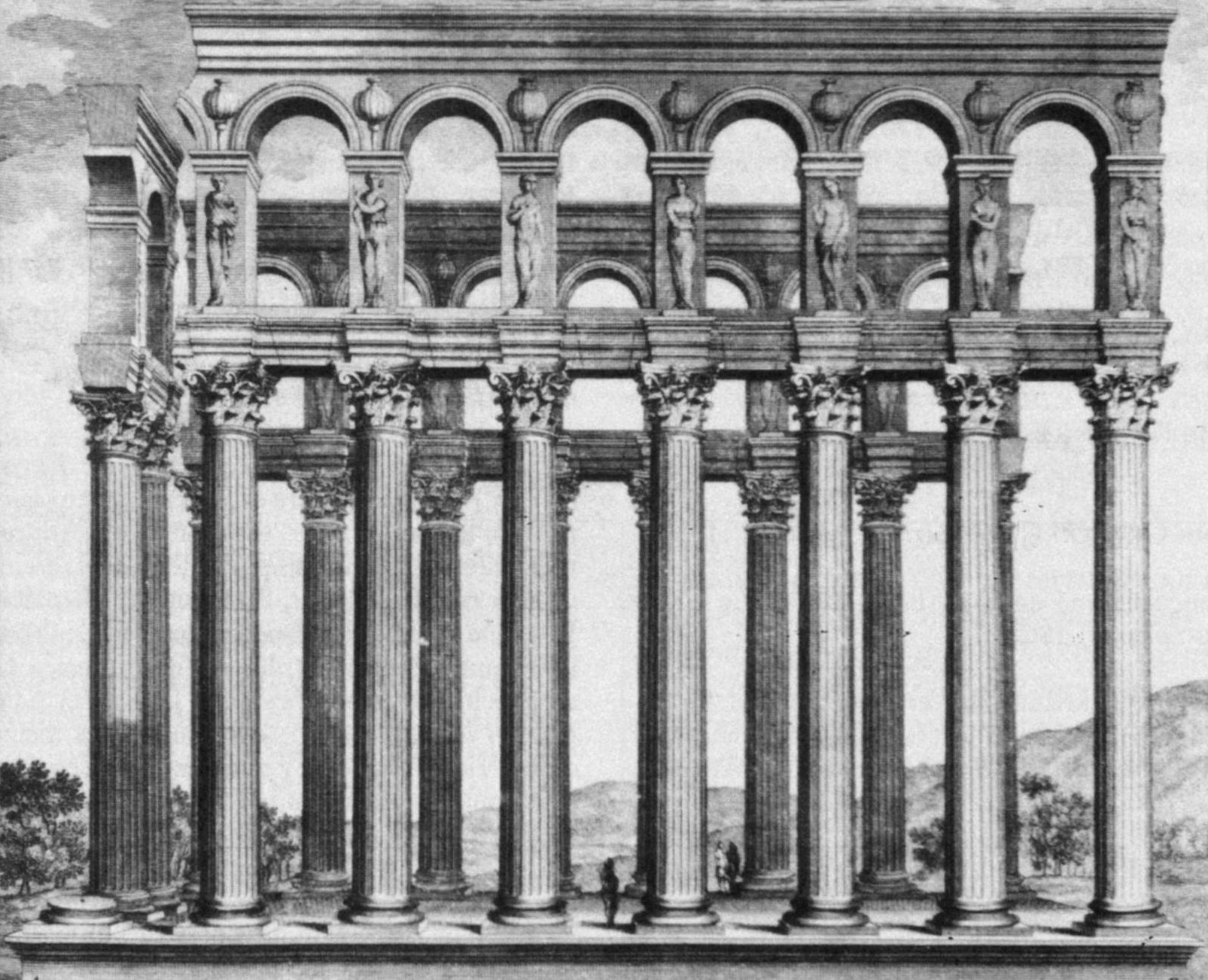
Piliers de Tutelle a Bordeus, demolits el 1677

## Remoció
Emmanuel Miller era un paleòleg francès enviat per Napoleó III per a adquirir antiguitats d'altres països. L'acompanyava el pintor i fotògraf Pierre-Désiré Guillemet. Miller va descriure el seu viatge en un diari.

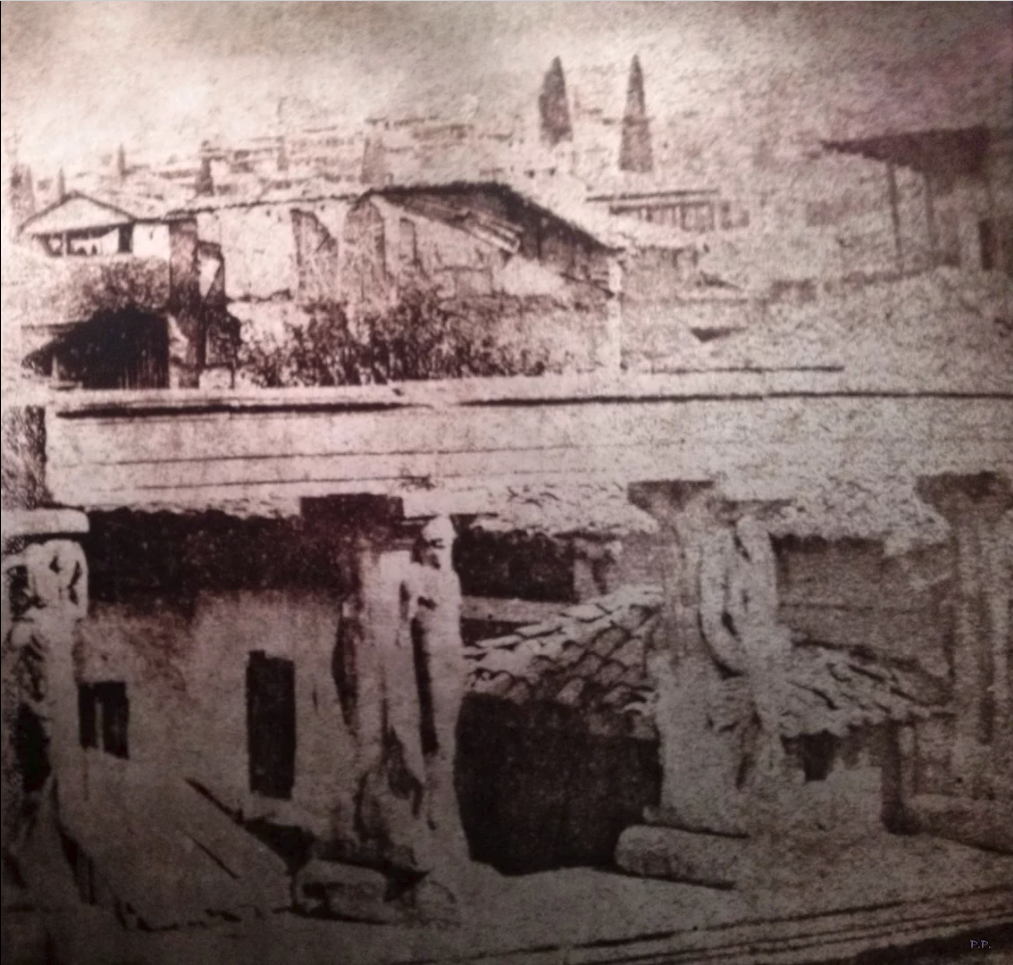
L'única foto coneguda de Les Encantades, 1864

Va arribar a Tessalònica el 30 d'octubre del 1864, amb un vaixell de guerra francès, i no va atracar al port de la ciutat, perquè el trasllat de les antiguitats passàs al més desapercebut possible per als grecs. Miller es va assabentar per l'ambaixador francès que havia arribat un missatge de França demanant-li que expropià no sols les estàtues, sinó tot el monument. Això va resultar impossible, ja que el pes hauria estat enorme. La notícia de la remoció del monument es va difondre i causà gran rebombori entre la població de Tessalònica. Miller va escriure que no entenia per què reaccionaven així, ja que els geníssers tenien l'afició de disparar a les estàtues per diversió, i el propietari jueu de la casa contigua al monument en trencava ocasionalment trossos i els venia a turistes.
Poc abans que començàs el trasllat, Guillemet feu una fotografia del monument des d'un edifici veí, que és l'única fotografia coneguda que es conserva de la ubicació originària de Les Encantades. Es va produir una protesta dels habitants de la ciutat (turcs, jueus i grecs) i petits incidents. L'1 de novembre, Miller en començà els treballs de retirada, acordonà la zona i va comptar amb l'ajuda de la policia turca, que mantingué reprimida la multitud.
Primer es va retirar la llosa que era sobre les estàtues i després les estàtues mateixes. Una d'elles, la de la dea Niké, va caure a terra en escapar del torn i se'n trencà una petita part. El 12 de novembre s'acabà la retirada de les estàtues i es van transportar, juntament amb els arcs i pilars, amb els carros de bous que havien comptat amb l'ajuda del paixà turc.
Miller, que havia volgut traslladar tot el monument i erigir-lo a l'estat francès, no pogué fer-ho a causa de la insuficiència d'eines i vaixells; lamentà haver destruït tota la columnata quan era clar que no podria traslladar-la, i que només podria emportar-se els quatre pilars i els capitells de les cinc columnes. Va escriure que demolir-la sencera només per les escultures no era millor que el vandalisme o la barbàrie. Miller, en no ser pas arqueòleg, no feu cap estudi topogràfic ni altres anotacions sobre la ubicació del monument. Quan es van exiliar al Louvre, no s'adjuntà pas cap inventari de les troballes, i les peces es van barrejar amb altres exiliades de Tasos.

## Les escultures

### Datació
La datació del monument es basà en l'examen de les escultures del Louvre i en l'estudi de les representacions dels viatgers. S'hi han proposat diferents èpoques, des de mitjan segle II fins a finals de l'I, amb consens en el segle ii. Al principi es va suggerir que el monument era del període de Dioclecià (finals del III a principis del IV), ja que mostra semblances arquitectòniques amb el Palau de Dioclecià, a prop de l'antiga Salona. Sembla, però, que hi ha diferències en les dimensions dels capitells i, quant a les representacions de les escultures, especialment les d'Aura i Dionís, indiquen que les estàtues no poden pertànyer a períodes posteriors en què l'art ja havia començat a canviar. El principal argument per a datar-la en el segle II se centra que els capitells d'estil corinti tenen moltes semblances amb els trobats en dos petits temples del segle ii al mercat de Filipos, així com amb altres troballes arquitectòniques de la mateixa època a la façana dels Captius de Corint, i l'Odèon d'Agripa d'Atenes. Basant-se en aquests detalls, l'estil del monument i les escultures estan influenciats per l'art hel·lenístic, i l'obra en si sembla ser un exemple típic de l'arquitectura grega local de Tessalònica.

### Les figures mitològiques
Les divinitats i els mortals representats al pòrtic estan esculpits en alt relleu, i són vuit disposats en parelles per cadascun dels quatre pilars. Les figures són Dionís, déu del vi; Ariadna, la seua esposa i princesa de Creta; Aura, dea de la brisa associada al mite bàquic; una mènada, seguidora de Dionís; Leda, reina d'Esparta; Ganimedes, coper dels déus; Niké, dea de la victòria; i un dels Dioscurs, els fills bessons de Leda. Estan aparellats així: Leda amb Ganimedes (dos mortals seduïts per Zeus en forma d'animal), Niké amb la mènada (companyes íntimes d'una deïtat concreta, Atena i Dionís respectivament), Ariadna amb el Dioscur (semidéus ascendits a la divinitat) i Dionís amb Aura (en algunes versions, Aura és la mare de Iacus amb Dionís).
Els quatre pilars fan 206 cm d'alçada i 75 cm d'amplària i fondària, i pesen una mica més de dues tones, tret del quart pilar (Ganimedes-Leda), que pesa 1.960 kg.

#### Pilar 1 (Niké-Mènada)
El primer pilar representa la dea de la victòria, Niké, al costat 1, i una mènada al costat 2. La Niké alada apareix de front, amb la mirada de front i el cabell recollit en un elegant pentinat (anomenat "nus d'Apol·lo"). Porta un quitó que li arriba als turmells i subjectat a l'altura del pit amb una cinta llarga; els plecs es formen al voltant de la cintura en direcció ascendent, com si l'aire unflàs la tela. A continuació, la roba se li adhereix a les cames, que s'alcen molt, de manera que sembla que estiga mullada, mentre que a esquerra i dreta la resta del quitó està esculpit en baix relleu, amb molts plecs. L'escultor emprà aquests trucs per a indicar tant el vol (els plecs de la cintura) com l'aterratge de la dea (els plecs al voltant de les cames). Els peus es recolzaven en un objecte desconegut, potser circular, que va ser rebutjat fa temps; Stuart i Revett el van restituir en el seu gravat com un cap de lleó alat. A l'alçada dels genolls es conserven les restes del que seria una garlanda de flors o fulles que la dea sostenia amb les mans i braços perduts; només les espatlles romanen intactes. La figura de Niké s'ha identificat a vegades amb Cébele, una dea mare anatòlia, o fins i tot amb Hermes.

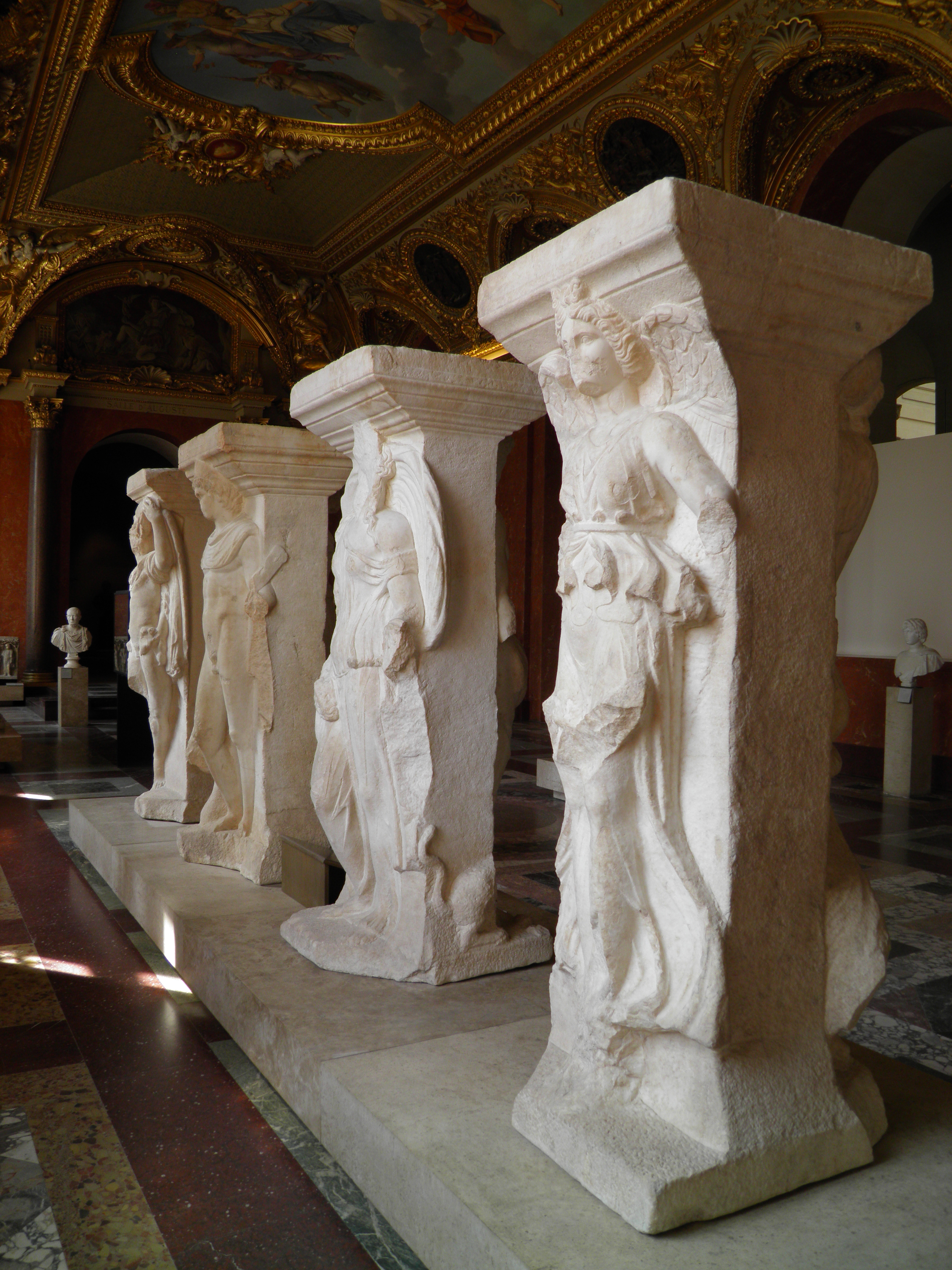
Les Encantades encara al Louvre

En l'altre costat hi ha la figura de la Mènada. Les mènades eren seguidores de Dionís. Dels vuit relleus, només la dona extàtica es representa de perfil. Porta duu el cabell pentinat i li cau en flocs a l'esquena i les espatles; té el cap lleument alçat i l'inclina cap enrere per a mostrar que està posseïda per la bogeria bàquica. Toca una flauta doble que ja s'havia trencat quan Stuart i Revett anaren a la ciutat; en el seu gravat, fan que la mènada toque una trompeta d'un sol tub. La Mènada està mig nueta, lleugerament coberta amb un prim himàcion (una mena de mantell) que deixa al descobert la major part del tors i les cuixes, i va descalça. Les subtils ondulacions de la roba i la posició dels peus i dits fan l'efecte que la dona es mou cap a la dreta. No es conserven la flauta doble, la major part del braç dret ni parts de la roba. Prokesch von Osten identificà al principi aquesta figura amb la dea grega Fama.

#### Pilar 2 (Aura-Dionís)
Així com Niké, Aura, dea menor de la brisa, es representa de front al costat 1 del segon pilar. El seu moviment s'ha descrit com una "marxa lenta", perquè doblega i alça un poc la cama dreta, mentre secunda tot el pes a l'esquerra (contrapposto). Té el cap una mica girat cap a la dreta, el cabell elegantment recollit en un nus amb una cinta, mentre que els flocs li cauen lliurement sobre les espatles. Duu un quitó fi, quasi transparent, que li embolcalla el cos com si estigués banyat, creant elaborats plecs per tot el cos. El quitó està subjecte per les espatles, però l'esquerre s'ha despenjat, i deixa al descobert més pell. També duu un mantell ondulant (velificatio), una elecció estilística en l'art romà antic que s'emprava per a simbolitzar el moviment vigorós i les deïtats celestials i marines. La cara d'Aura ha desaparegut per complet (Stuart i Revett el restauraren en el gravat del 1754, igual que van fer amb molts elements desapareguts de Les Encantades), igual que la major part de l'avantbraç dret, encara que la mà sobreviu, suaument pressionada contra el maluc. L'avantbraç esquerre, també desaparegut, devia subjectar l'extrem del mantell. La figura d'Aura, la va identificar von Osten com una bacant, mentre que Stuart i Revett hi van veure Helena de Troia, havent identificat erròniament la figura masculina al seu costat (el Dioscur) com Paris. També se'n proposà una nereida com a possible identitat.
El costat 2 representa Dionís, déu del vi, la bogeria i l'èxtasi festiu. Apareix com un jove bell, de front, amb el cap inclinat cap a la dreta, el cabell abundant pentinat, coronat de raïm i fulles de vinya, que li arriba en ones fins a les espatles i el pit. Se sosté sobre la cama dreta, mentre que l'esquerra està flexionada i relaxada. El braç esquerre recolza en una parra i sosté raïm. A la dreta del déu hi havia una pantera (i no pas un tigre, com dibuixaren Stuart i Revett), tot i que ara ha desaparegut pràcticament. L'avantbraç dret de Dionís està trencat una mica davall del colze; devia sostenir un càntar a la mà dreta que li manca. També falten fragments de la cara i la mandíbula. El déu apareix mig nuet; només duu una lleugera peça que s'ha després a l'alçada dels malucs, deixant al descobert els genitals. Segons Guerrini, en Les Encantades Dionís té molts elements en comú amb la iconografia d'Apol·lo, en particular amb l'estàtua d'Apol·lo a la qual l'emperador Hadrià representa sacrificant-se en un dels relleus de tondos de l'Arc de Constantí de Roma. Tots dos tipus de disseny deriven d'obres hel·lenístiques més antigues, especialment el Timarchis Apollo i un dels conjunts del Dionís borratxo amb sàtir.

#### Pilar 3 (Dioscur-Ariadna)
La figura masculina es representa de front, amb el pes del cos recolzat al peu esquerre, mentre està a punt d'alçar el peu dret del terra. Està quasi nu, tret d'una clàmide que li envolta el coll i li cau sobre el braç esquerre. Al cap duu el característic pilos, el barret en forma de mig ou que l'identifica com un dels Dioscurs, els fills bessons de Leda i germans d'Helena. El rostre està un poc danyat, i li falten tots dos braços a l'alçada del colze (se'n conserva el colze esquerre). Devia subjectar una espasa amb la mà esquerra, que s'ha perdut, però encara s'aprecien restes d'un un cenyidor. La mà dreta hauria subjectat la brida del cavall amb banyes de toro que s'alça a la seua dreta. La presència del cavall feu que Stuart i Revett identificassen l'home amb l'heroi Tèlef, mentre que Clarke i Gottling triaren Paris, ja que van confondre el seu pilos amb un barret frigi, una característica de la representació de Paris en l'art grec i romà antic. Pococke i Froehner el van reconèixer com a Hermes, déu pastor, era també el déu que conduïa les ànimes a l'Inframon, i això va portar a Froehner a suggerir que Les Encantades formaven part d'un conjunt de mausoleus o d'algun altre edifici funerari.
A l'altra banda del pilar hi ha Ariadna, princesa de Creta: també està de front, tot i que una mica inclinada cap a la dreta, i camina espai, com el Dioscur i Aura; el peu dret està a punt d'aixecar-se, mentre que la cama esquerra suporta tot el seu pes. El cap està girat cap a la dreta i adornat amb fulles de vinya i raïm. El cabells llarg i solt li arriba fins a les espatles i les aixelles; el rostre inclinat cap a la dreta, de mig perfil, està ple de passió cap al seu marit. El llarg vestit es lliga amb un cinyell decorat amb plantes per sota del pit i forma molts plecs a prop de les cames. Igual que el relleu d'Aura, amb el qual comparteix moltes característiques, el quitó d'Ariadna està agafat a les espatles, però a l'esquerra s'ha després, deixant quasi al descobert els pits. Ariadna de Les Encantades no té un tipus escultòric clar, ni hi ha pas un disseny original obvi que puga ser copiat per a ella. Prokesch von Osten va confondre-la amb una bacant.

#### Pilar 4 (Ganimedes-Leda)
El quart pilar es considera el millor conservat. El costat 1 representa la violació del príncep troià Ganimedes per Zeus, que es transforma en àguila. Tret del cap que s'escola darrere de l'espatla del xic, l'àguila està esculpida en baix relleu rere de Ganimedes, amb les ales desplegades, les arpes agarrant el jove pels malucs i alçant-lo del terra; el moviment de vol s'aconsegueix amb els dits dels peus de Ganimedes, que a penes toquen la base del pilar. Ganimedes està quasi completament nuet, només duu un barret frigi i una clàmide al coll i deixada caure al braç esquerre. Està acaronant l'àguila amb la mà i mirant-la amorosament, i l'àguila, al seu torn, llança a la seua presa una mirada feroç; és una escena molt eròtica. El tipus estatuari en què es basa el conjunt Ganimedes-àguila de Les Encantades va ser creat durant el segle iv abans de la nostra era en l'Antiga Grècia, i continuà utilitzant-se fins a ben entrat el període romà en representacions del rapte de Ganimedes per Zeus; moltes estàtues romanes d'aquest tipus sobreviuen fins als nostres dies.
La vuitena i darrera escultura és la de Leda, reina d'Esparta, abraçada pel cigne, que és Zeus disfressat. Igual que Dionís, Leda està més que mig nua, lleument vestida amb un fi himàcion que no li cobreix els pits, el ventre, els peus i la major part dels braços. El braç dret està pràcticament trencat, però l'espatla i la mà (que agafa el cigne) estan intactes. El braç esquerre i part de la roba han desaparegut, però la forma vaga continua sent visible. El rostre li ha desaparegut totalment. En el seu gravat, Stuart i Revett dibuixaren el rostre desaparegut com lleument girat cap a la dreta, però les restes del cap de l'escultura estan de front i una mica girats cap a l'esquerra. El cabell de Leda també està recollit en un "nus d'Apol·lo", com Niké. Zeus, en forma de cigne, li cobreix la major part del tors i recolza el cap al seu pit, acaronant els pits nus de Leda. Hi ha certa rigidesa al braç alçat de Leda i a la mà que subjecta el cigne, i això indica una postura defensiva; la crèdula Leda intenta protegir el cigne d'una amenaça externa, potser una àguila, sense ser conscient del que està a punt de succeir; el cigne ja està intentant llevar-li la lleugera peça amb la pota.

#### Pilar 5
Al 1997, durant unes obres per a un subministrament de gas al carrer Rogoti, al sud de l'antic mercat, es descobrí part del cap d'una escultura, i s'ha plantejat que formàs part d'un cinquè relleu, que s'esfondrà durant un terratrèmol del segle vii. Aquesta suposició es basa en la semblança de l'escultura, així com en el fet que en les representacions del monument cada columna s'acompanya d'un pilar i una escultura, tret de la cinquena columna. Aquest fragment s'exposa actualment al Museu Arqueològic de Tessalònica. El fragment és d'un cap danyat amb una ala al costat, i s'ha identificat com Niké, gràcies a la identitat amb la Niké de la columna que es troba exiliada al Louvre.

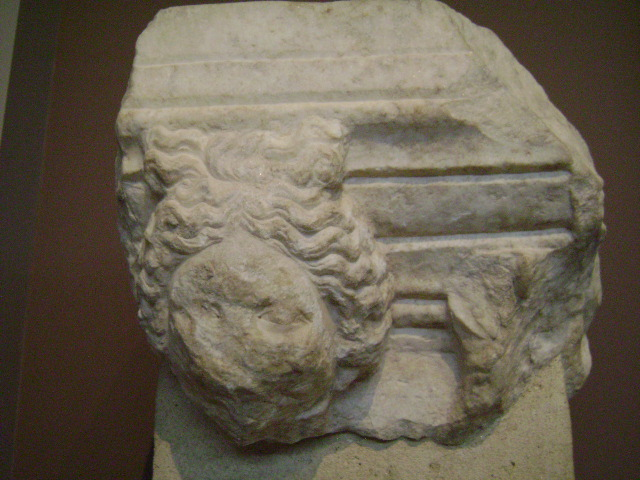
Fragment del Pilar V, idèntic a la Niké

Papazoglou va oferir una alternativa a la teoria de la cinquena escultura: que el fragment trobat el 1997 fos el cap original de la Niké del pilar que ara es troba exiliada al Louvre. Papazoglou es basa en el relat del mateix Miller sobre la retirada del monument; Miller escriu que en retirar el primer pilar (Niké-Mènada) va caure i se'n trencà un bocí, però insisteix que el relleu de Niké en si no va patir cap mal. Més tard, davant el temor que algú de la multitud enfurida robàs el fragment, ordenà que el pujassen al vaixell. Un soldat turc atacà un dels membres del seguici de Miller, i feu que li caigués la caixa que contenia el fragment. Miller torna a insistir que la peça de marbre no va sofrir cap dany.
Papazoglou afirma que el fragment era en realitat el cap de Niké, que mai va eixir de Tessalònica, i que el pilar fou restaurat a l'estat francès perquè Miller pogués ocultar que havia perdut un tros de Les Encantades mentre se les emportava. A més a més, Papazoglou expressà els seus dubtes que el monument tingués dos relleus de la mateixa deïtat i el mateix disseny. Es mostra favorable, però, a la idea que el pòrtic originari estigués format per més de quatre pilars. D'altra banda, Asterios Lioutas creu que és plausible que el pòrtic tingués dues Niké, perquè té dues representacions de Zeus, com a àguila i com a cigne, en costats oposats del mateix pilar. D'acord amb la col·locació de les escultures de Zeus, les dues escultures de Niké haurien estat en costats oposats del pòrtic; com la Niké supervivent és al costat 1 amb Ganimedes, Aura i el Dioscur, el fragment del Pilar V hauria estat al costat 2 amb la Mènada, Dionís, Ariadna i Leda. Quant a qui era la figura de l'altre costat del pilar, la desena escultura, perduda, Lioutas pensa que podria haver estat una altra mènada o potser un sàtir.
|          |                     | Pilar 1 | Pilar 2 | Pilar 3   | Pilar 4   |
| -------- | ------------------- | ------- | ------- | --------- | --------- |
| Costat 1 | Figura              | Niké    | Aura    | Dioscuros | Ganimedes |
| Costat 1 | Gravat (1754)       |         |         |           |           |
| Costat 1 | Escultura al Louvre |         |         |           |           |
|          |                     |         |         |           |           |
| Costat 2 | Figura              | Mènada  | Dionís  | Ariadna   | Leda      |
| Costat 2 | Gravat (1754)       |         |         |           |           |
| Costat 2 | Escultura al Louvre |         |         |           |           |

## Hui dia
El mateix any en què es descobrí el Pilar V amb el fragment de la Niké al carrer Rogoti, amb motiu de l'any de Tessalònica com a Capital Europea de la Cultura, l'ajuntament sol·licità al Louvre i al govern francès la devolució de les quatre escultures a la ciutat, però el reclam no va ser atès, i Les Encantades no van ser retornades pas. Així, el fragment del Pilar V continua sent l'única part del monument que encara és a Tessalònica hui. El museu arqueològic de la ciutat exposa el fragment juntament amb grans còpies dels gravats de Stuart & Revett dels altres quatre pilars.

El 2015, gràcies al finançament de l'organització de la Fira Internacional de Tessalònica i a la participació d'altres organismes locals de Grècia, fou possible construir còpies fidels de les escultures del Louvre. Es van exposar en el 80é TIF i després les còpies es van traslladar el 2015 al Museu Arqueològic de Tessalònica, on estan des de llavors en exposició permanent.

Els motlles en el Museu Arqueològic
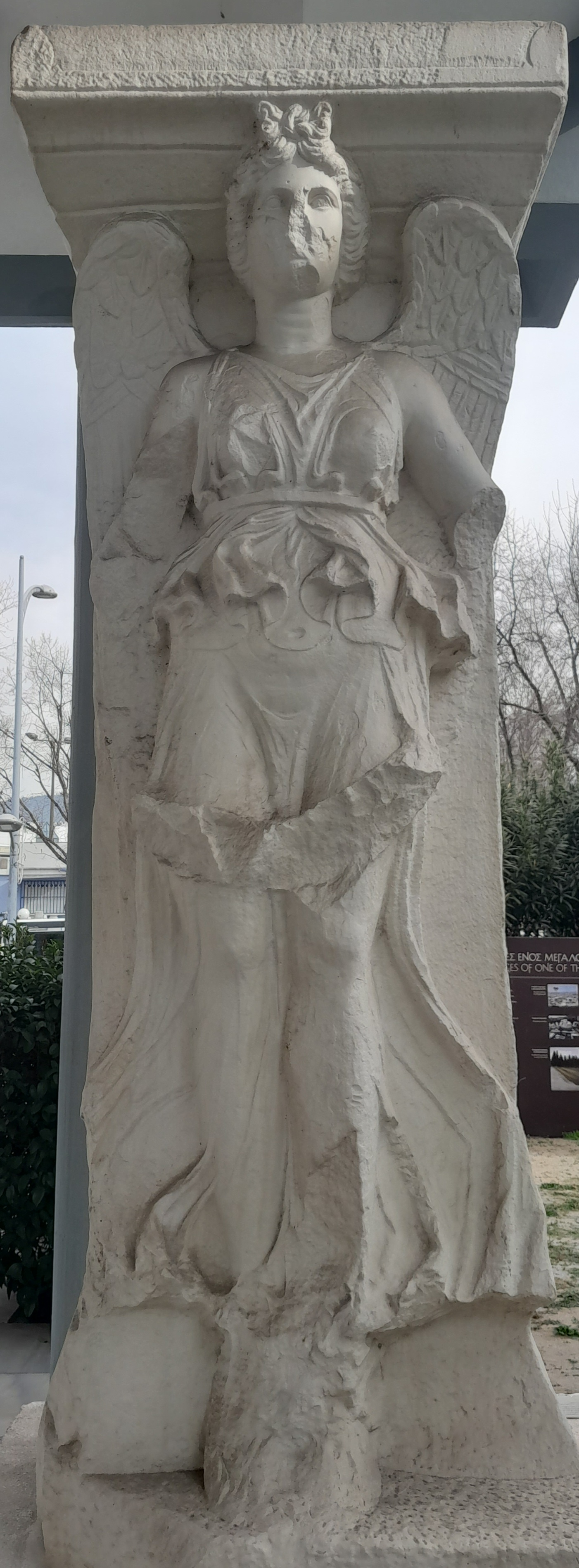
Niké
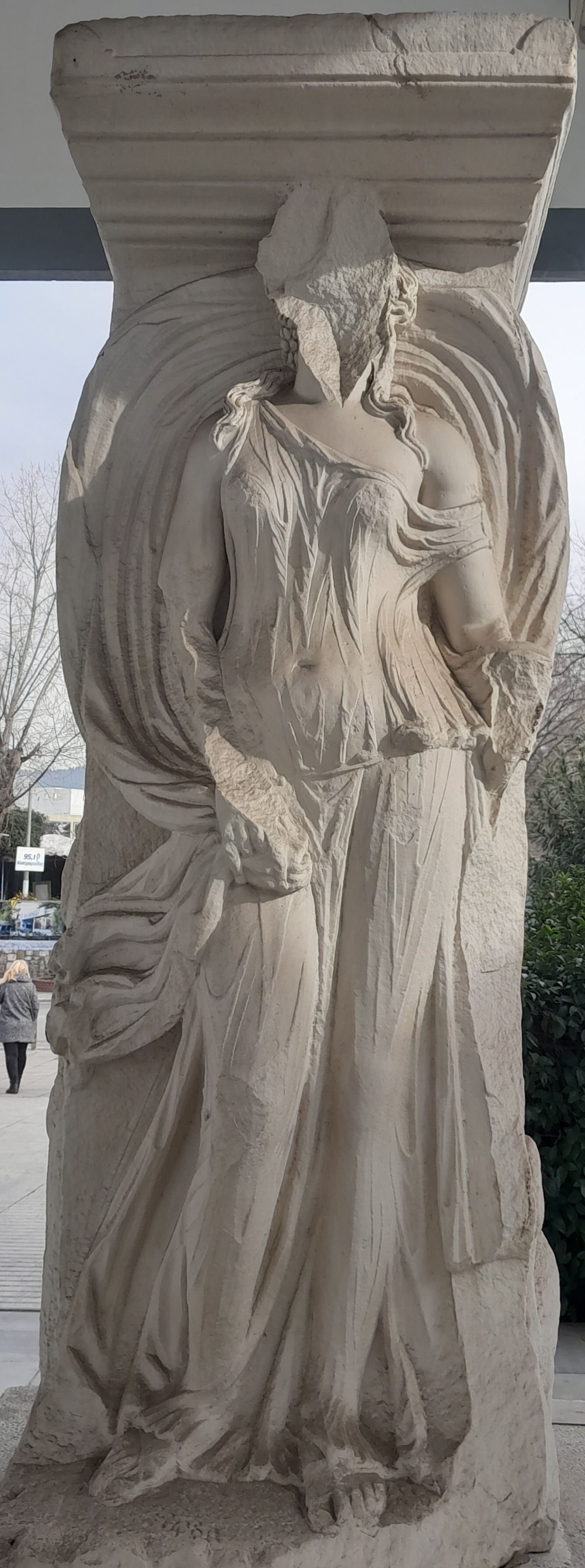
Aura
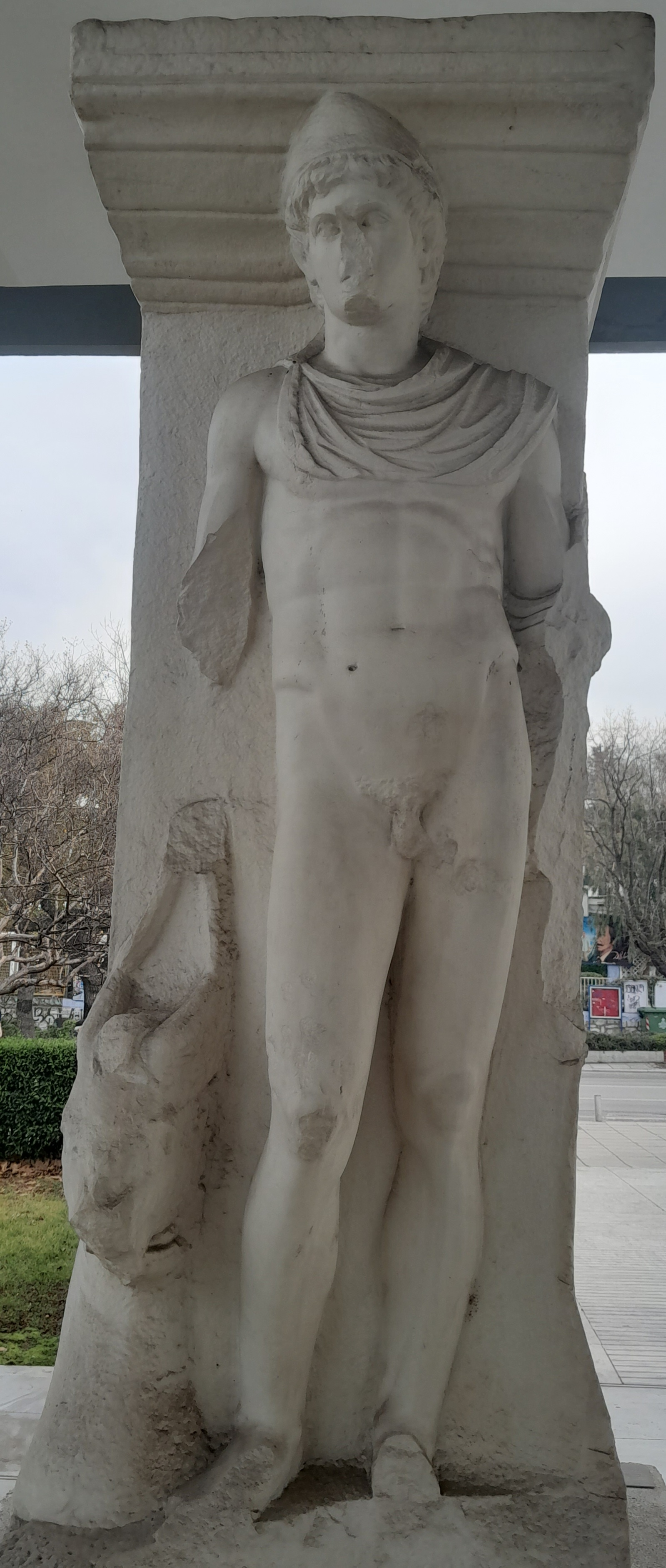
Dioscur
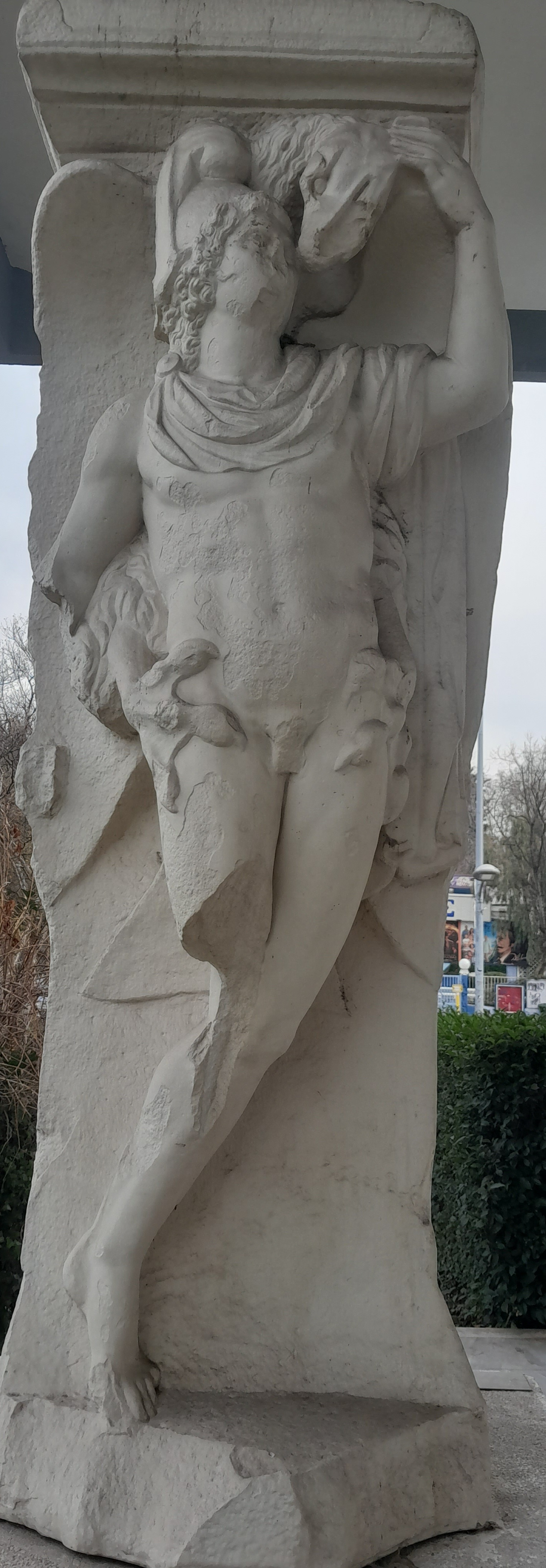
Ganimedes
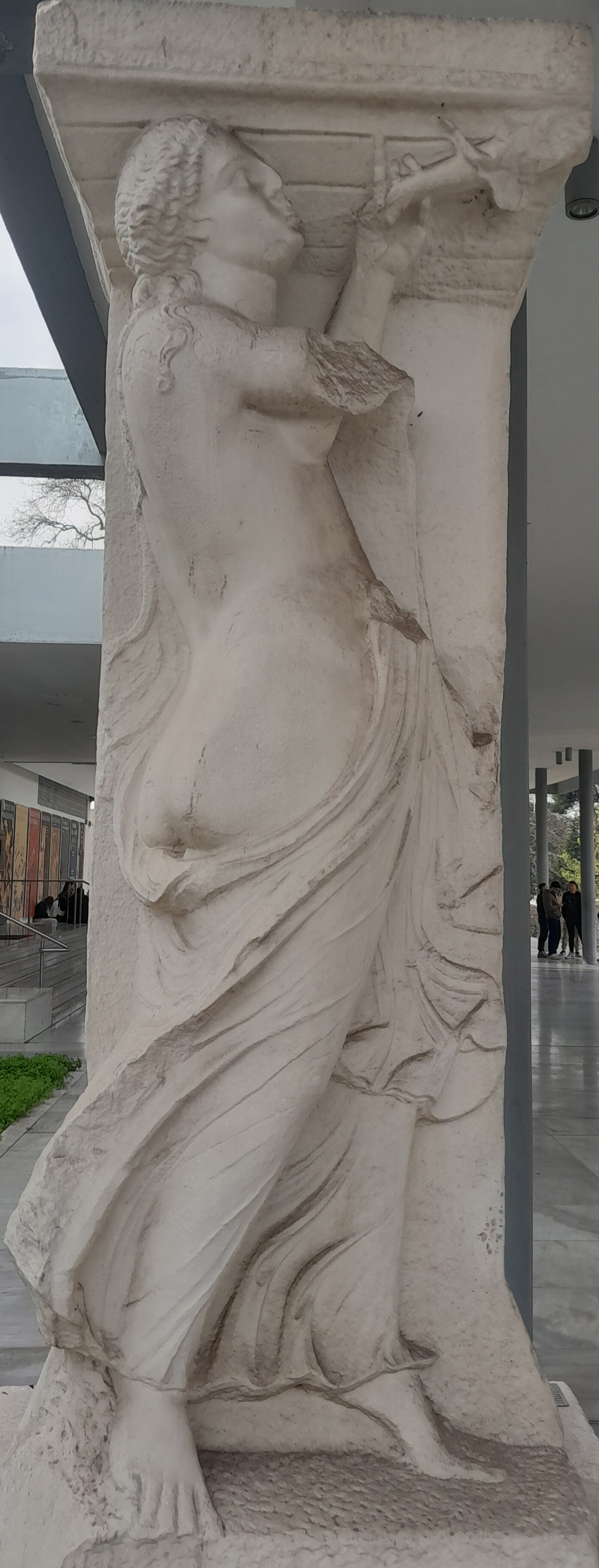
Mènada
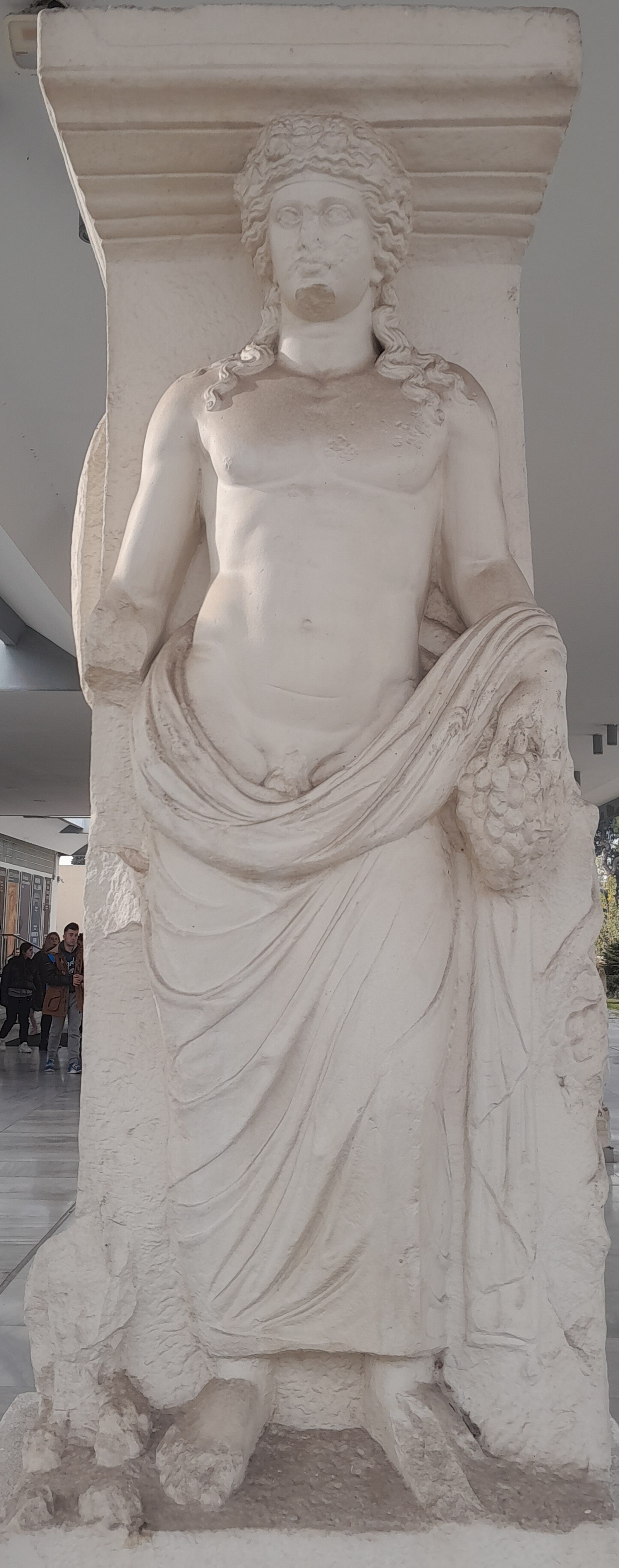
Dionís
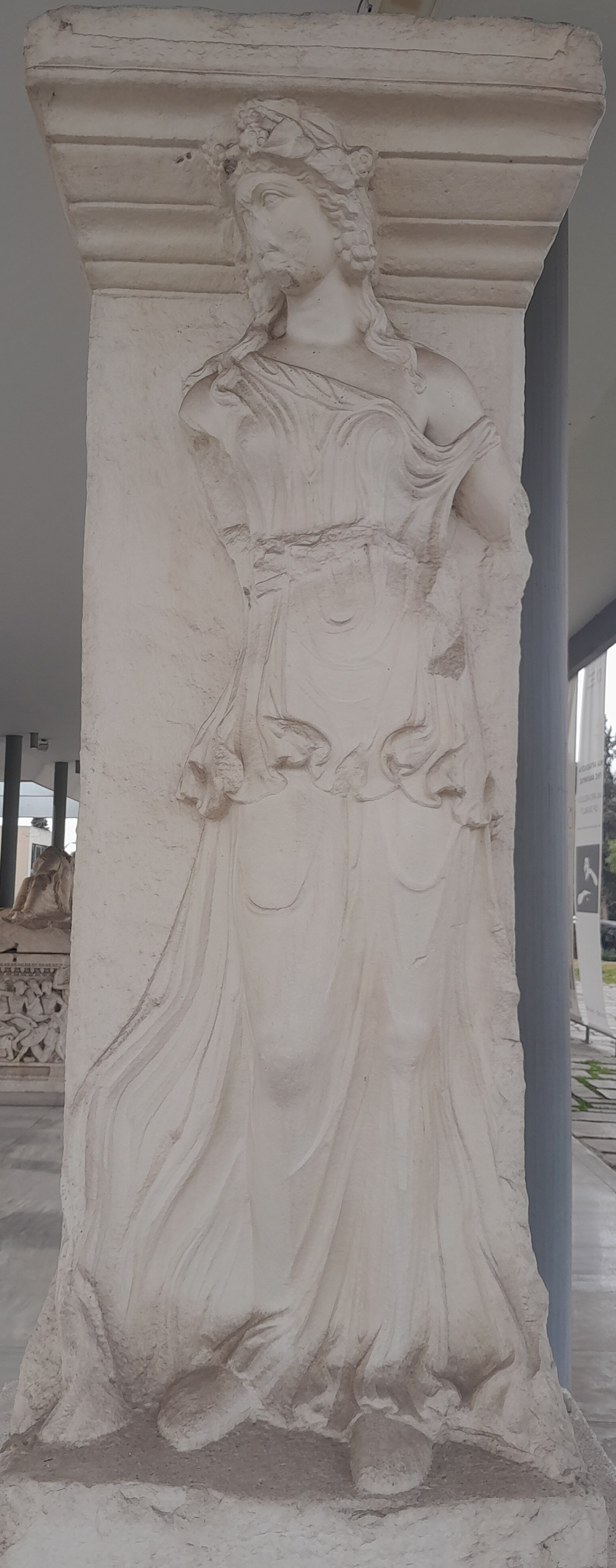
Ariadna
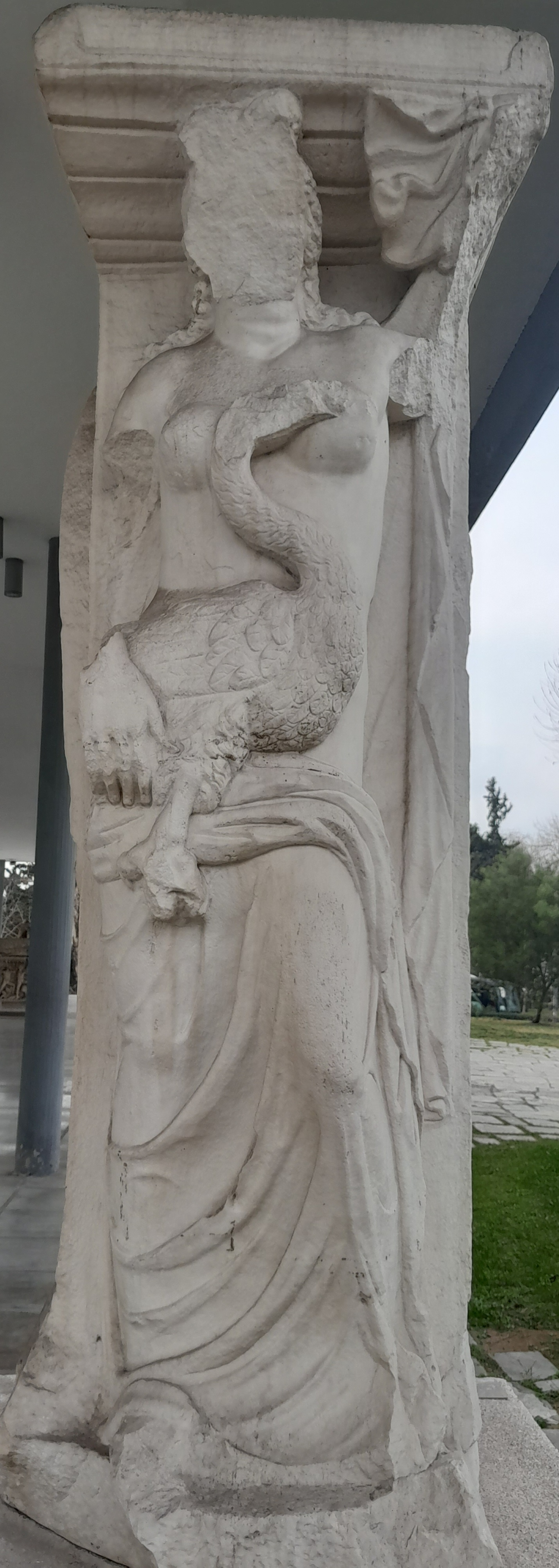
Leda